# Rosse visuil
De rosse visuil (Scotopelia ussheri) is een uil uit de familie Strigidae. Deze vogel is genoemd naar de Britse koloniaal bestuurder en ornitholoog Herbert Taylor Ussher (1836-1880).

## Verspreiding en leefgebied
Deze soort komt voor van Sierra Leone tot Ghana.

## Status
De grootte van de populatie wordt geschat op 2500-10.000 volwassen vogels en dit aantal neemt snel af. Op de Rode lijst van de IUCN heeft deze soort de status kwetsbaar.